# Darío Ripoll

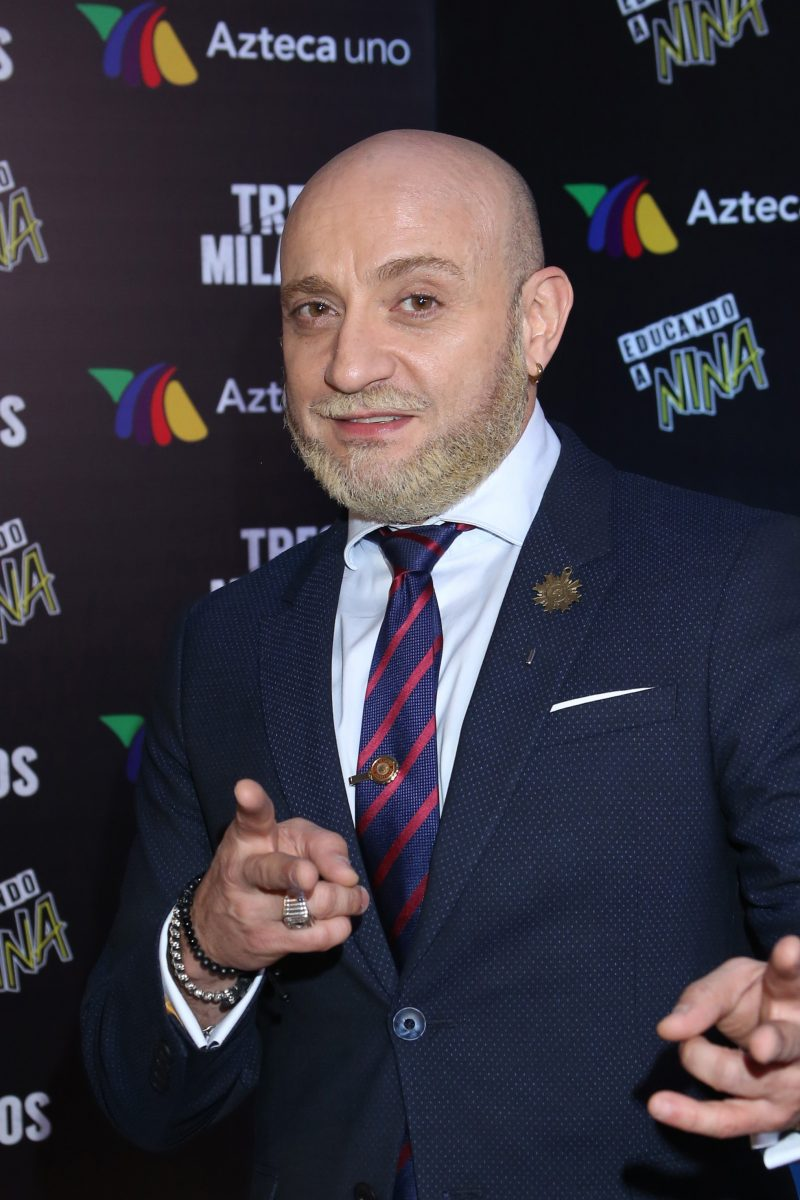

Darío Ripoll Herrera (San Pedro Garza García; 16 de maio de 1970) é um ator  mexicano de cinema , teatro e televisão conhecido como Luis SanRomán na série Vecinos e os retratados como Cárdenas em Porque o amor comanda.

## Trajetória

### Telenovelas
- Educando Nina  (2018) - Van Damme
- O piloto  (2017) - Eladio "El Bochas"
- Meu coração é seu  (2015) - Juiz no Casamento de Ana e Fernando
- Porque el amor manda  (2012-2013) - Oliverio Cárdenas
- Uma família de sorte  (2011-2012) - Raymundo "Ray Pelonch"
- Alma de ferro  (2008-2009) - Monchi
- Eu amo Juan Querendón  (2007-2008) - Oswaldo Ibarra
- A mais bela feia  (2006-2007) - Eder Roza del Moral

### Série de TV
- Forever Joan Sebastian  (2016) - Chucho Rendón
- Logout  (2015) - Harmonia
- The Plush Family  (2012) - Polícia de pelúcia
- Star2  (2012) - Vários personagens
- Los Simuladores (2008) - Sócio da construtora
- Neighbours  (2005-2008 / 2012/2017-presente) - Luis San Román
- Furcio  (2000-2002)

### Dublagem
- Batman: Arkham Origins  (2013) -  Joker (voz)
- Batman: Arkham Knight  (2015) - Joker (voz)

## Carreira
Darío Ripoll estudou Bacharelado em Atuação na Escola Nacional de Arte Teatral do INBA. Fez cursos de formação de ator e especialização em atuação em cinema, com os diretores: Nacho Ortíz, Joaquin Bissner e Luis Felipe Tovar.
Com mais de 20 anos de carreira artística, já participou de mais de 15 obras teatrais, entre as quais se destacam:  Cidades Invisíveis, Just Let's Get Out, The Suspicious Truth, Theatrical Blood, The Man of La Mancha, Chicago the Musical , Los Miserables, One Eva e Two Louts, The Rebel Novice, The Wife's Game e Peter Pan. 
No cinema, destaca-se a participação nas seguintes longas-metragens:  7 Dias, O Bibliotecário, Luzes Artificiais, O Justo, Confusão Divina, A Última Morte e Dente por Dente. 
Na televisão, ele participou de novelas como:  A feia mais bonita, Eu amo Juan Querendón, Alma de Hierro, Uma família de sorte  e em séries como  Os Simuladores, Treze medos, Los Héroes del Norte,  Hermanos y Detetives, Adictos ,  XY, Mujeres Asesinas 3, La Familia Peluche (terceira temporada),  Vizinhos  onde atuou Luis San Román (o bipolar) e sua mais recente participação na novela "Porque el amor manda" como Licenciado Cárdenas.
Ele também interpretou o personagem de  Guáson na dublagem espanhola do videogame "Batman: Arkham Origins".